# شامبالا
مملكة شامبالا: هي مملكة أسطورية مخفية تعد من الميثولوجيا والقلكلور التراثي البوذي. معروفة بأسماء متعددة ومختلفة، حيث قد أطلق عليها أسماء كثيرة منها بالأرض المحظورة وأطلق عليها البعض ببلاد المياه البيضاء وارض الاراوح المشعة وبلاد النار الحية وأرض الأحياء وأرض العجائب، وقد عرفت لدى الهندوس باسم ” أريايرشا ” نسبة إلى الأرض التي جاءت منها تعاليم الفيدا وقد أطلق عليها الصينيون ”هسي تيان” أو الغرب المقدسة، أما في روسيا فهناك طائفة مسيحية معروفة يرجع أصلها للقرن التاسع عشر عرفت هذه الأرض المقدسة باسم”بيلوفودي ” وقد عرفها شعب الكيلارغز (نسبة لدولة كرغيزستان) باسم ” جنايدار ” ولكن عرفت حول آسيا بالكامل بشكل عام باسمها النسكرتي “شامبالا”.

## أصل الكلمة
تعني كلمة شامبالا Shambhala باللغة السنسكريتية «أرض السلام والسكينة» وهي فكرة أتت من أرض التيبت في الصين وتتناول مخلوقات مثالية أو شبه مثالية تعيش وتنير الدرب لتطور البشرية، تعتبر «شامبالا» مصدراً لـ كالشاكرا التي تمثل أعلى مرتبة في التصوف في أرض التيبت والمقتصرة على نخبة من الرهبان وتحكي الأساطير أنه لا يعيش في شامبالا إلا من كان له قلب صاف والذي يعيش هناك يستمتع بالسعادة والراحة ولا يعرف معنى للمعاناة فالحب والحكمة تحكمان السلوك، والعدل شيء غير معروف. القاطنين في شامبالا أعمارهم مديدة وأجسادهم جميلة ومثالية ويملكون قدرات خارقة، معارفهم الروحانية عميقة وتقنيتهم متقدمة جداً، قوانينهم معتدلة ودراستهم للفنون والعلوم تغطي كافة أطياف السبق الثقافي وتتقدم بأشواط عديدة على ما وصل إليه العالم الخارجي. ويقال أن شامبالا مملكة لها شكل زهرة اللوتس بتويجاتها الثمانية وعاصمتها «كالابا» وهي محاطة بجبال تغطي قممها الثلوج، وسكانها يتمتعون بصحة ممتازة وثراء كبير وتبلغ أعمارهم المئات من السنين وقصورهم لها شكل قبب الباغودا (نمط عمراني للمعابد البوذية) مكسوة بالذهب، وكلمة شامبالا تعني” قصر السلام والهدوء ” وظل هذا هو الأسم الأكثر شهرة لها.

## الأسطورة

صورة تعبيرية لرهبان بوذيين يتوصلون لمملكة شامبالا المخفية عبر التواصل الروحي.

قد قال الروناس الهندية أن مخلص العالم المستقبلي يسمى ” كالكي افاتارا ” وهذ المنقذ سوف يأتي من مملكة شامبالا ومن المعروف أن التقليدان البوذي والهندوسي يوصفان شيمبالا بانها تضم قصر مركزي كبير وفخم جدا ينبعث منه نورا في قمة القوة والشدة هذا النور يشبه إلى حد كبير لمعان الألماس، تعتبر من قبل التقالبد الروحية بإنها المركز الحقيقي للأرض، وتمثل المركز الروحي للعالم ومركز القادمين من كل عرق وبلد وكل شعب، الذين كانوا نافذين في كل ديانة رئيسية وكل دور علمي وكل حركة اجتماعية حصلت في التاريخ.
تقول النصوص البوذية بانه يمكن الوصول إلى شامبالا بعد رحلة طويلة وصعبة عبر البراري والصحاري والجبال، وتحذر بانه فقط الذين تم منادتهم، حيث أصبحوا محضرين روحياً، يستطيعون إيجادها، أما الآخرين، فسيجدون فقط العواصف الحاجبة للرؤية والجبال الخاوية أو حتى الموت.
تقول إحدى النصوص بإن مملكة شامبالا هي دائرية الشكل، لكن غالباً ما تصور على شكل زهرة اللوتس ذات الأوراث الثمانية، وقد ذكرت بالفعل إحدى الروايات القديمة في التبت بأن «مملكة شامبالا موجودة في قلبك».
وكما يشير «أودين بيرنبام» في كتابة «الكتب الإرشادية إلى شامبالا»: بان الإتجاهات المؤدية إليها معقدة وعبارة عن مزيج من الواقع والخيال.
مع ذلك تبقى «شامبالا» مخفية عن الأنظار حيث باءت محاولات العديد من المستكشفين والساعين للحكمة الروحانية بالفشل لمعرفة مكانها الجغرافي على الخريطة، الكثير من الناس يعتقدون بأنها تقع في المناطق الجبلية من أوراسيا (تضم قارتي آسيا وأوروبا) وتحيط بها جبال تغطي قممها الثلوج فتخفيها عن الأنظار، لكن عدداً آخر من الناس الذين عادوا من رحلات الإستكشاف يعتقدون أن «شامبالا» تتجاوز الحقيقة الفيزيائية فيرونها كجسر يربط عالمنا بما وراءه. وكتب أحد الدالاي لاما (هو رئيس كهنة التيبت ويعتبر بنظرهم إلهاً وهم يختارونه منذ نعومة أظفاره بمواصفات محددة)بأن هناك غموضا مقصوداً في النصوص القديمة التي تتحدث عن مكان «شامبالا» والغاية من ذلك هي إبقاء «شامبالا» مخفية عن أعين الذين يصفهم بالهمج والذين يرغبون بالإستيلاء على العالم.

## انتشار الأسطورة
عندما احتكت حضارة الشرق مع الغرب برزت أسطورة شامبالا من أرشيف الزمن، بمتناولنا اليوم عدد ضخم من النصوص البوذية عن نفس الموضوع إضافة إلى تقارير كتبها المستكشفون الغربيون خلال رحلتهم الشاقة للبحث عن شامبالا المفقودة. عرف الغرب «شامبالا» أول مرة عن طريق البعثة التبشيرية الكاثوليكية التي ترأسها البرتغالي إستافيو كاسيلا الذي سمع عن شامبالا وظن خطأ أنها تعني الصين وكانت تنطق زيمبالا ولكن ما لبث أن عرف حقيقة الكلمة لدى عودته إلى الهند في عام 1627.
في عام 1883 تحدث الدارس المجري ساندور كوروسي سوما في كتاباته عن موقع جغرافي لبلد وصفه بأنه غاية في الروعة يقع إلى الشمال بين درجتي عرض 45 و 50 . وهكذا ركز بعض الكتاب اللاحقون على مفهوم الأرض المخفية التي يسكنها أخوة ضائعون لنا يسعون لصلاح الإنسانية، فالكاتبة «أليس بايلي» تعتبر شامبالا مكاناً يقع في بعد مكاني آخر أو حقيقة روحانية في عالم الأثير.
وبين عامي 1924 و 1928 قاد الزوجان نيكولاس وهيلينا رويرتش بعثة تهدف لاكتشاف شامبالا.
وفي عامي 1926 و 1928 قاد العميل السوفييتي «ياكوف بلمكين» بعثتين في التيبت لاكتشاف «شامبالا» على غرار ذلك قاد الألمانيان «هينريك هيملر» و«رودولف هيس» بعثات إستكشاف إلى التيبت في عام 1930 وعامي 1934، 1935 وأيضاً في الأعوام 1938 و 1939. وكانت شامبالا وفقاً لرؤية بعض النازيين بأنها عالم سفلي ووثني ومصدر للطاقة السلبية التي يبثها الشيطان ضمن مؤامرة لإفساد الأخلاق.

## مملكة شامبالا في الخيال العلمي
«شامبالا» خلدت في الفكر الغربي من خلال أفلام حملت عنوان Lost Horizon أو الأفق المفقود وذلك في عامي 1937 و 1973، والأفلام مستندة على فكرة أسطورية وفانتازية لرواية تحمل نفس الاسم لـ «جيمس هيلتون» نشرت في 1933 وهي تتحدث عن مكان مفقود اسمه «شانجري لا» Shangri-La وهو تشير إلى فكرة «شامبالا» وإن تغير الاسم.
في عام 2009 طرحت لعبة فيديو طورتها شركة Naughty Dog بعنوان Uncharted 2: Among Theives ، تأتي اللعبة على فكرة خيالية فحواها أن رحلة المستكشف الإيطالي الشهير «ماركو بولو» الذي عاد من الصين في عام 1292 كانت الهدف منها محاولة للوصول إلى «شامبالا» التي جسدت في اللعبة على أنها مدينة ضخمة أثرية تضم«شجرة الحياة».

## موقع مملكة شامبالا
الأراء حول مكان وجود مملكة شامبالا مختلفة، فالبعض يعتقد إنها تقع في التبت ربما في جبال تسمى كونلون والبعض الأخر يعتقد أنها توجد في المناطق المحيطة بمنغوليا بتقاطع سنكيانغ الصينية.. لكن الأغلب يشير أن مملكة شامبالا تقع في سيبريا أو في مكان ما في روسيا أو في القطب الشمالي وهي تحاط بكثير من الجليد والجبال الجليدية وهناك العديد من الكهنة الذين يشيرون بأنها موجودة في خارج الكرة الأرضية، على كوكب آخر أو في بعد آخر.
إحدى الروايات القديمة في التبت ذكرت أن “مملكة شامبالا ” موجودة بالفعل في قلبك ” . وأشار ” أودين بيرنبام ” عندما قام بكتابة “الكتب الإرشادية إلى مملكة شامبالا ” أن الطريق والأتجاهات التي تؤدي إلى مملكة شامبالا معقدة وهي عبارة عن مزج بين الواقع والخيال.
تتحدث الأسطورة (حسب مزاعم الـ دالاي لاما) عن أن: «الانهيار التدريجي للجنس البشري مرده إلى إتباع المنهج المادي الذي ينتشر في أنحاء الأرض، وحينما يأتي وقت يتبع فيه الهمج تلك الأيديولوجية وتتوحد صفوفهم تحت قيادة ملك شرير ويظنون أنه لم يعد هناك شيء آخر يمكنهم الإستيلاء عليه عندها ستزول الغشاوة والغموض عن جبال» شامبالا«الثلجية فيحاول الهمج الهجوم على» شامبالا«بجيش ضخم مجهز بأسلحة رهيبة ولكن»رودرا كاكرين «ملك» شامبالا«الثاني والثلاثون سيقود حشده الضخم ضد الغزاة، وفي تلك المعركة النهائية العظيمة سيخسر الملك الشرير وأتباعه ويدمرون نهائياَ.»
ونتساءل إن كان هناك علاقة ما بين سكان مملكة «شامبالا» وقوم يأجوج ومأجوج الذين ورد ذكرهم في القرآن الكريم وحكايتهم مع ذو القرنين ؟! خصوصاً بأن يأجوج ومأجوج مختفون عن الأنظار ولهم مملكتهم.
يقول الله تعالى:(حَتَّى إِذَا بَلَغَ مَغْرِبَ الشَّمْسِ وَجَدَهَا تَغْرُبُ فِي عَيْنٍ حَمِئَةٍ وَوَجَدَ عِنْدَهَا قَوْمًا قُلْنَا يَا ذَا الْقَرْنَيْنِ إِمَّا أَنْ تُعَذِّبَ وَإِمَّا أَنْ تَتَّخِذَ فِيهِمْ حُسْنًا (86) قَالَ أَمَّا مَنْ ظَلَمَ فَسَوْفَ نُعَذِّبُهُ ثُمَّ يُرَدُّ إِلَى رَبِّهِ فَيُعَذِّبُهُ عَذَابًا نُكْرًا (87) وَأَمَّا مَنْ آَمَنَ وَعَمِلَ صَالِحًا فَلَهُ جَزَاءً الْحُسْنَى وَسَنَقُولُ لَهُ مِنْ أَمْرِنَا يُسْرًا (88) ثُمَّ أَتْبَعَ سَبَبًا (89) حَتَّى إِذَا بَلَغَ مَطْلِعَ الشَّمْسِ وَجَدَهَا تَطْلُعُ عَلَى قَوْمٍ لَمْ نَجْعَلْ لَهُمْ مِنْ دُونِهَا سِتْرًا (90) كَذَلِكَ وَقَدْ أَحَطْنَا بِمَا لَدَيْهِ خُبْرًا (91) ثُمَّ أَتْبَعَ سَبَبًا (92) حَتَّى إِذَا بَلَغَ بَيْنَ السَّدَّيْنِ وَجَدَ مِنْ دُونِهِمَا قَوْمًا لَا يَكَادُونَ يَفْقَهُونَ قَوْلًا (93) قَالُوا يَا ذَا الْقَرْنَيْنِ إِنَّ يَأْجُوجَ وَمَأْجُوجَ مُفْسِدُونَ فِي الْأَرْضِ فَهَلْ نَجْعَلُ لَكَ خَرْجًا عَلَى أَنْ تَجْعَلَ بَيْنَنَا وَبَيْنَهُمْ سَدًا (94).)
وعلامات الساعة تتحدث عن ظهور يأجوج مأجوج المختفين حالياً بحسب عدد من الأحاديث الشريفة، حيث روى أحمد وأبو داود والحاكم وابن حبان عن أبي هريرة؛ قال: قال رسول الله صلى الله عليه و سلم: إن يأجوج ومأجوج يحفرون كل يوم، حتى إذا كادوا يرون شعاع الشمس؛ قال الذي عليهم: ارجعوا؛ فسنحفرُه غداً، فيعيده الله أشد ما كان، حتى إذا بلغت مدتهم وأراد الله أن يبعثهم على الناس؛ حفرو، حتى إذا كادوا يرون شعاع الشمس؛ قال الذي عليهم: ارجعوا؛ فستحفرونه غداً إن شاء الله تعالى، واستثنوا، فيعودون إليه وهو كهيئته حين تركوه، فيحفرونه، ويخرجون على الناس، فينشفون الماء، ويتحصن الناس منهم في حصونهم، فيرمون بسهامهم إلى السماء، فترجع عليها الدم الذي أجفظ فيقولون: قهرنا أهل الأرض وعلونا أهل السماء، فيبعث الله نغفاً في أقفائهم فيقتلهم بها.
وقد تكون النصوص القديمة في التيبت قد تشير إلى نفس أولئك المحجوبين عن الأنظار في مملكة شامبالا وعن معركتهم المرتقبة.
في كتاب «فك أسرار ذي القرنين ويأجوج ومأجوج» بقلم حمدي بن حمزة أبو زيد نجد أنه خلال زيارته للصين كرئيس لفريق الدراجات السعودي المشارك في إحدى المسابقات هناك في عام 2000 قام ببعض البحث فتعرف على أحد اساتذة جامعة «تنكوا» في مدينة شانغهاي اسمه Huxiao Tian وسأله ذات مرة عن قصة يأجوج ومأجوج وقال الاستاذ الصيني ان كلمة (يأ) تعني باللغة الصينية (قارة)وأن (جوج) تعني (آسيا) وتكتب هكذا (Ya Jou) وتنطق باللغة الصينية تماما كما تنطق عند قراءتها في القرآن الكريم مع تسكين الألف في (يأ) وتعطيش الحرف ج في الكلمة (Jou) ولدى سؤاله عن كلمة (مأجوج) قال إنها تعني (شعب الخيل) حيث ان (مأ) تعني حصان أو خيل باللغة الصينية و (Jou) تعني قارة أو شعب، عبارة (يأجوج ومأجوج)بكاملها هي عبارة باللغة الصينية الحالية على الرغم من مرور أكثر من 3300 سنة، وهذا يدل على ان الصينيين كانوا يتكلمون نفس لغتهم الحالية وفي ذلك دلالة أيضا على أصالة تلك اللغة، في النهاية نستنتج أن تلك العبارة تعني «سكان قارة اسيا، شعب الخيل»، فهل يأجوج ومأجوج كانا قومان منحدران من العرق الاصفر؟!